# Johann von Götzen

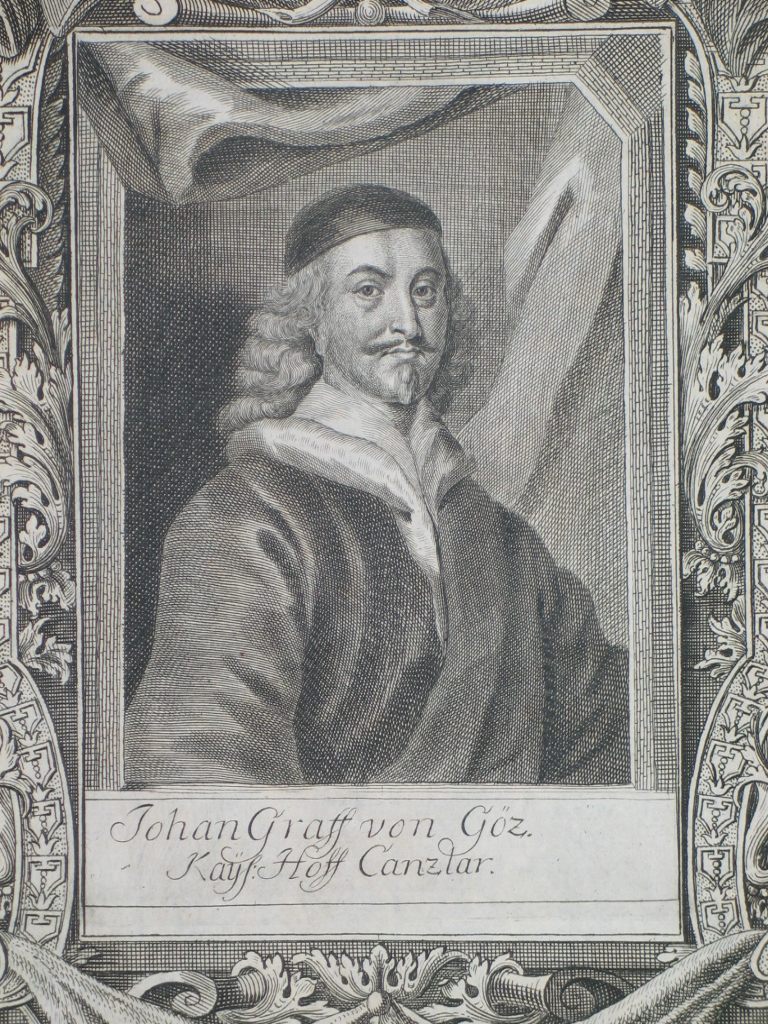
Johann von Götzen.

Johann von Götzen (även Johann von Götz), född 1599, död 6 mars 1645, var en tysk greve och krigare.
von Götz uppfostrades i den protestantiska läran och kämpade först i böhmiska hären, sedan under Ernst von Mansfeld mot de kejserliga trupperna. År 1626 övergick han till dessa och ryckte tillsammans med Wallensteins här in i Pommern och fick 1628 befälet på Rügen, som han senare utan större motstånd utrymde åt Gustav II Adolf år 1630. Han deltog år 1632 i slaget vid Lützen och bidrog vid Nördligen väsentligt till den kejserliga segern, vilket gjorde att han, efter att ha gått över till katolicismen, belönades med att upphöjas till riksgreve av kejsaren 1635. År 1636 blev von Götz överbefälhavare för Bayerns armé, understödde 1637 de kejserliga i förföljandet av Johan Banér från Torgau upp mot Pommern och kämpade 1638 mot Bernhard av Weimar vid Rhen, varvid han av denne blev slagen vid Wittenweyer den 30 juli 1638 och tvingades ge upp försöket att undsätta Breisach. Han misstänktes för att ha ett hemligt samarbete med Bernhard och hölls under åren 1638-1640 fången i Ingolstadt, men frikändes av en krigsrätt och inträdde sedan som fältmarskalk på nytt i kejserlig tjänst och opererade år 1644 med framgång mot Rákóczy i Ungern. Därifrån kallades han år 1645 för att hjälpa Melchior von Hatzfeldt, som anfallits av Lennart Torstenson i Böhmen. von Götz stupade i slaget vid Jankov den 24 februari (gamla stilen)/6 mars (nya stilen) samma år.